# Classe Adelaide
La classe Adelaide est une classe de six frégates (en anglais : FFG Guided Missile Frigate) construite en Australie et aux États-Unis pour le service de la marine royale australienne.

## Histoire
Cette classe est basée sur la classe Oliver Hazard Perry de l'United States Navy mais modifiée pour les besoins de l'Australie. Les quatre premières unités ont été construites aux États-Unis par Todd Pacific Shipyards à Seattle, tandis que les deux autres ont été construites en Australie par la compagnie Tenix (en). Ils sont depuis remplacés par trois destroyers de la classe Hobart dérivée de la classe F100 entrée en service entre 2017 et 2020. Les deux construits en Australie sont en service dans la marine chilienne depuis 2020.

## Armement
Depuis le retrait des destroyers de la classe Perth, les frégates sont déployées comme navires de défense aérienne principale de la RAN. Ils sont armés d'un lance-missiles Mk 13 américain avec un magasin pour 40 missiles SM-2 ou Harpoon. Ils sont aussi équipés d'un canon automatique Otobreda 76 mm et d'une paire de triple tubes lance-torpilles de 324 mm de lutte anti-sous-marine. Ils ont à bord deux hélicoptères Sikorsky SH-60 Seahawk ou 1 Seahawk et 1 AS350B Squirrel.
À partir de 2005, toutes les frégates déployées dans le golfe Persique furent équipées de deux mitrailleuses  M2HB de calibre 12,7 mm sur supports Mini Typhoon installés sur les coins arrière du toit du hangar.
Lors d'une modernisation, ils ont été dotés d'un système de lancement vertical Mk 41 de missiles antiaériens RIM-162 ESSM  et d'un système de défense antimissile Phalanx CIWS.
Les frégates australiennes avaient été initialement équipées de la torpille Mark 46 américaine, mais en 2008, elle a été remplacée par la torpille MU90 Impact de l'Union européenne.

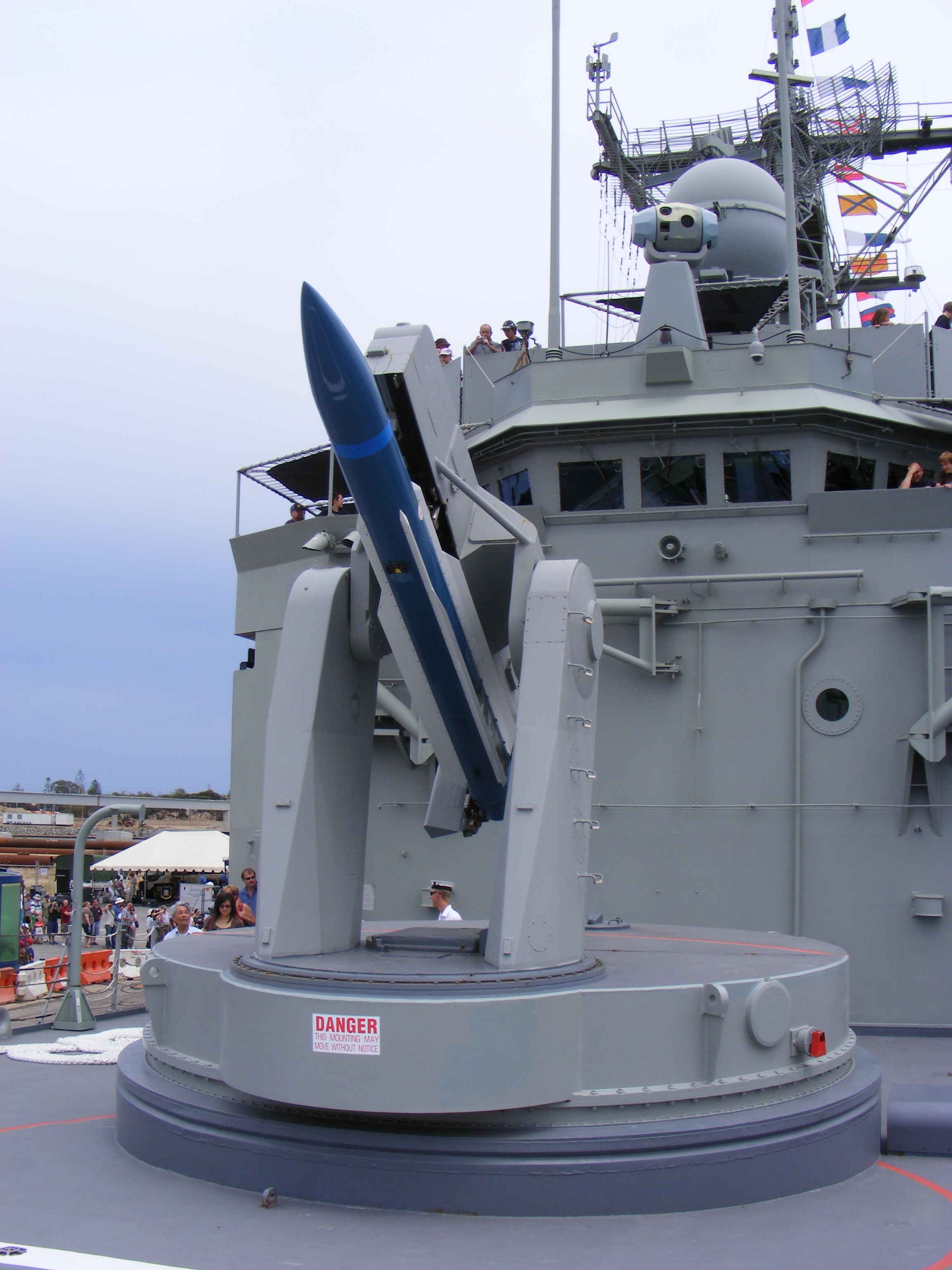
Lance-missiles Mk 13
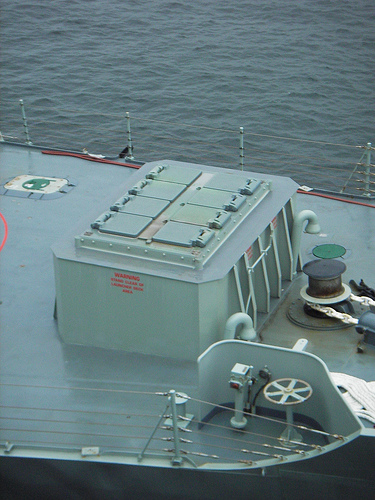
Système de lancement vertical Mk 41
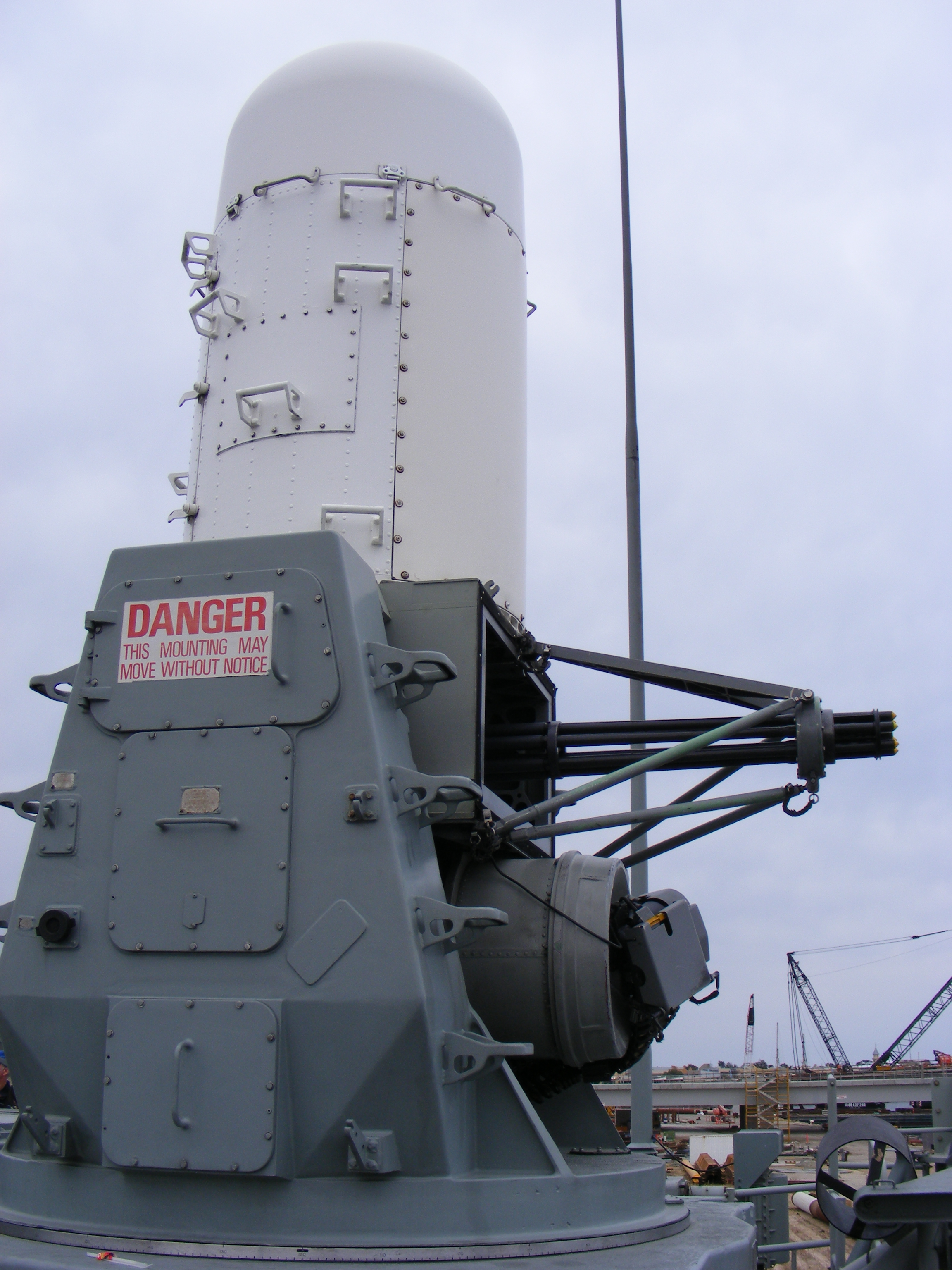
Système Phalanx CIWS
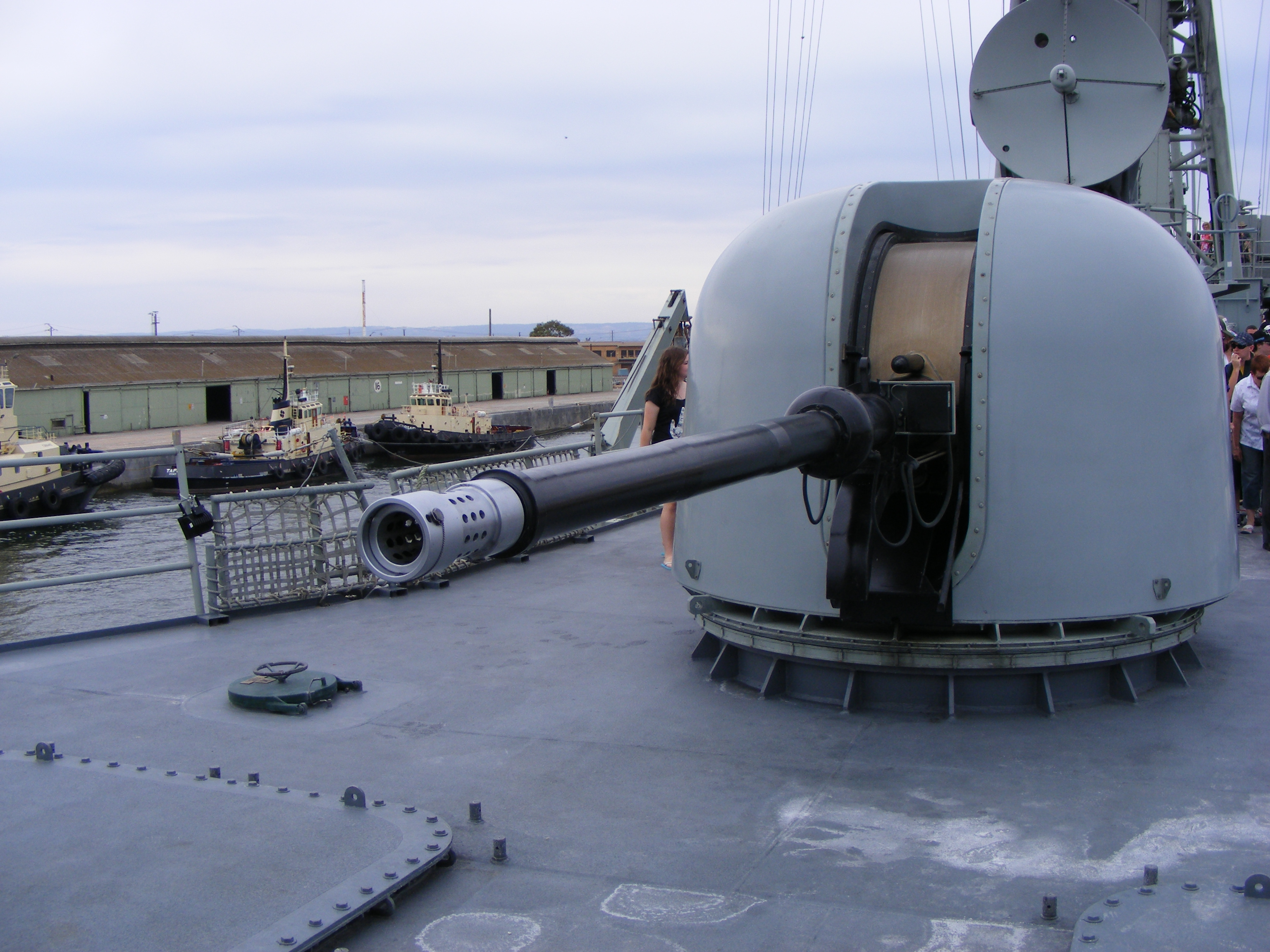
Canon Otobreda de calibre 76 mm

## Les unités
| Numéro           | Nom               | Constructeur                      | Quille          | Lancement         | Service          | Statut                                                                |
| ---------------- | ----------------- | --------------------------------- | --------------- | ----------------- | ---------------- | --------------------------------------------------------------------- |
| FFG 01           | HMAS Adelaide     | Todd Pacific Shipyards États-Unis | 29 juillet 1977 | 21 juin 1978      | 15 novembre 1980 | désarmé le 19 janvier 2008 sabordé en 2011 (épave de plongée)         |
| FFG 02           | HMAS Canberra     | Todd Pacific Shipyards États-Unis | 1er mars 1978   | 1er décembre 1978 | 21 mars 1981     | désarmé le 12 novembre 2005 sabordé en 2009 (épave de plongée)        |
| FFG 03           | HMAS Sydney       | Todd Pacific Shipyards États-Unis | 16 janvier 1980 | 26 septembre 1980 | 29 janvier 193   | désarmé le 7 novembre 2015 démantelé à Henderson (Australie) en 2027  |
| FFG 04           | HMAS Darwin       | Todd Pacific Shipyards États-Unis | 3 juillet 1981  | 26 mars 1982      | 21 juillet 1984  | désarmé le 9 décembre 2017 démantelé à Henderson (Australie) en 2019  |
| FFG 05           | HMAS Melbourne    | Tenix Australie                   | 12 juillet 1985 | 5 mai 1989        | 15 février 1992  | désarmé le 26 octobre 2019, vendu au Chili, renommé Almirante Latorre |
| FFG 06           | HMAS Newcastle    | Tenix Australie                   | 21 juillet 1989 | 21 février 1992   | 11 décembre 1993 | désarmé le 30 juin 2019, vendu au Chili, renommé Capitan Prat         |
| Marine chilienne |                   |                                   |                 |                   |                  |                                                                       |
| FFG 14           | Almirante Latorre | AMECON, Williamstown              | 12 juillet 1985 | 5 mai 1989        | 15 avril 2020    | en activité                                                           |
| FFG 11           | Capitan Prat      | AMECON, Williamstown              | 21 juillet 1989 | 21 février 1992   | 15 avril 2020    | en activité                                                           |